# Wilhelmsdorf (Bawaria)
Wilhelmsdorf – miejscowość i gmina w Niemczech, w kraju związkowym Bawaria, w rejencji Środkowa Frankonia, w regionie Westmittelfranken, w powiecie Neustadt an der Aisch-Bad Windsheim, siedziba wspólnoty administracyjnej Hagenbüchach-Wilhelmsdorf. Leży około 10 km na wschód od Neustadt an der Aisch, przy drodze B8.

## Dzielnice
W skład gminy wchodzą następujące dzielnice: 
- Wilhelmsdorf
- Ebersbach
- Oberalbach
- Stadelhof
- Trabelshof
- Unteralbachermühle

## Polityka
Rada gminy składa się z 12 członków:
|      | CSU | FWG | UWG | Razem     |
| 2002 | 7   | 3   | 2   | 12 miejsc |